# 다운로드닷컴
다운로드닷컴(Download.com)은 1996년부터 CNET 사에서 운영하는 전 세계에서 가장 큰 자료실 웹 사이트이다. 정식 명칭은 CNET Download.com이다.
다운로드닷컴은 크게 네 가지로 나뉘며, 이를테면 소프트웨어(PC, 매킨토시 그리고 모바일 기기), 음악, 게임, 마지막으로 비디오가 있다. 다운로드닷컴의 자료들은 FTP로도 다운로드 받을 수 있으며, 비디오나 음악은 스트리밍 방식으로 볼 수 있다.
모두 10,000 여개가 넘는 프리웨어, 셰어웨어로 제공되는 소프트웨어를 다운로드해 볼 수 있는데, 가끔 일부 소프트웨어의 경우 편집자 리뷰나 스크린숏이 같이 제공되며, 방문자들도 모든 소프트웨어에 별점을 매기거나 리뷰를 쓸 수 있다.